# 景信山
景信山（かげのぶやま）は、笹尾根にある標高727.1mの山。東京都八王子市と神奈川県相模原市にまたがる。

## 概要
東京都立高尾陣場自然公園および神奈川県立陣馬相模湖自然公園に指定されており、東京都の奥多摩山域の代表的な山の一つで、多摩百山に選ばれている。名前の由来は、北条氏照の重臣横地景信が守護していた場所であるとか、武田氏の情勢を窺うための出城を築いた場所である、など諸説ある。山頂には、茶屋（景信茶屋 青木、かげ信小屋の2軒）とトイレがある。奥高尾縦走路にある。

## 登山
日本経済新聞がYAMAPを使用して集計した「2023年に登頂回数が多かった山」ランキングでは全国7位を記録した登山者に人気の高い山である。
- JR中央本線・京王電鉄京王高尾線高尾駅北口より京王バス南高01系統・小仏行で終点「小仏」下車（19分）、徒歩（登り1時間、下り40分[3]）。
- 京王高尾線高尾山口駅より高尾山・城山経由で徒歩。城山や堂所山からは徒歩1時間[3]。

## ギャラリー

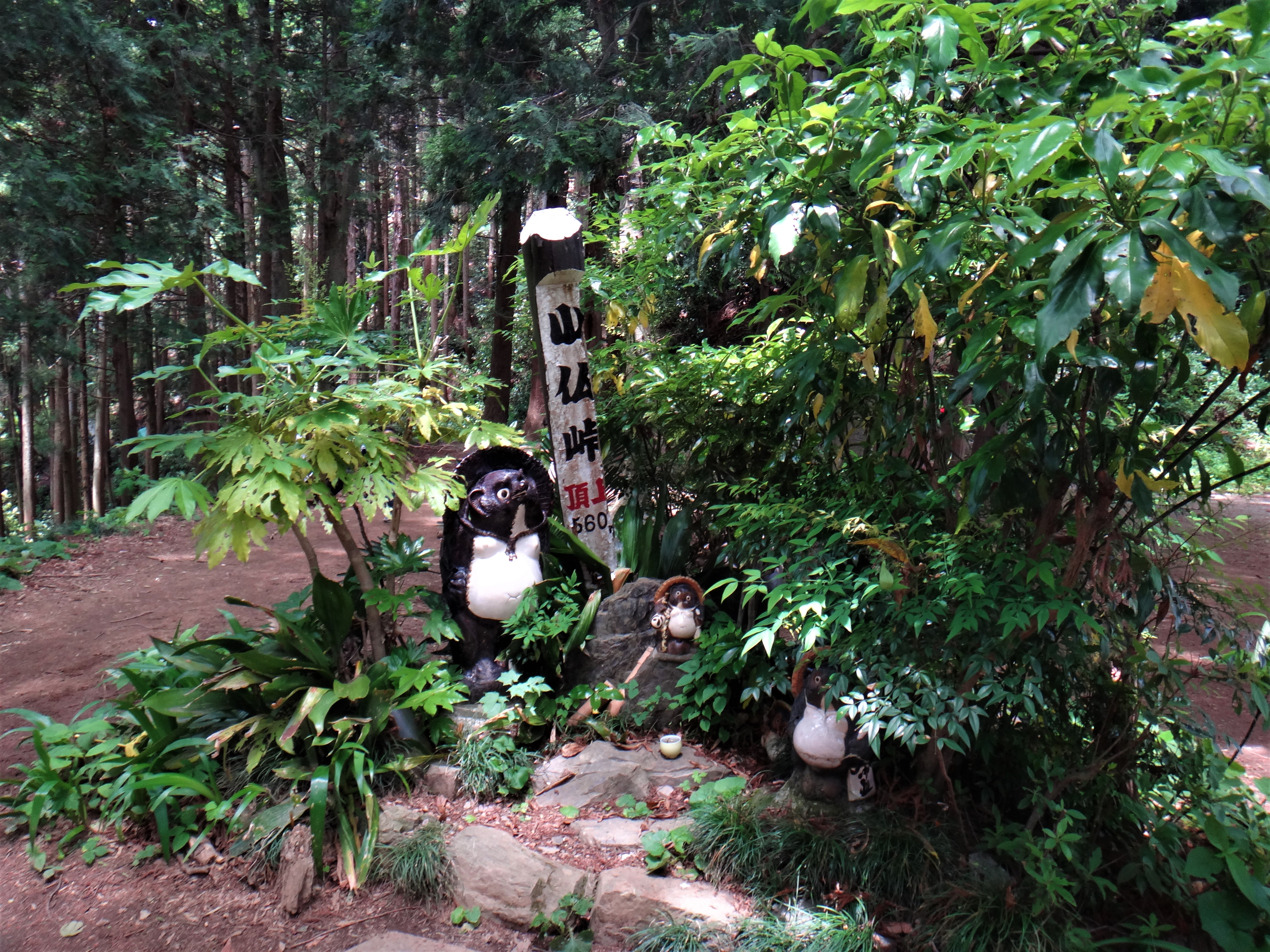
小仏峠の狸の信楽焼
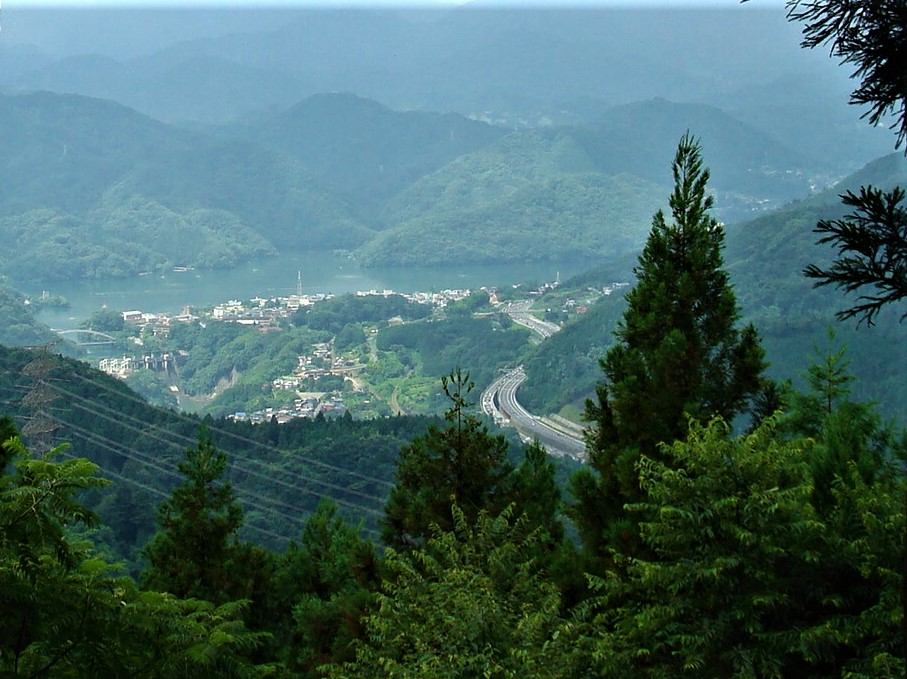
小仏峠付近から相模湖と中央自動車道
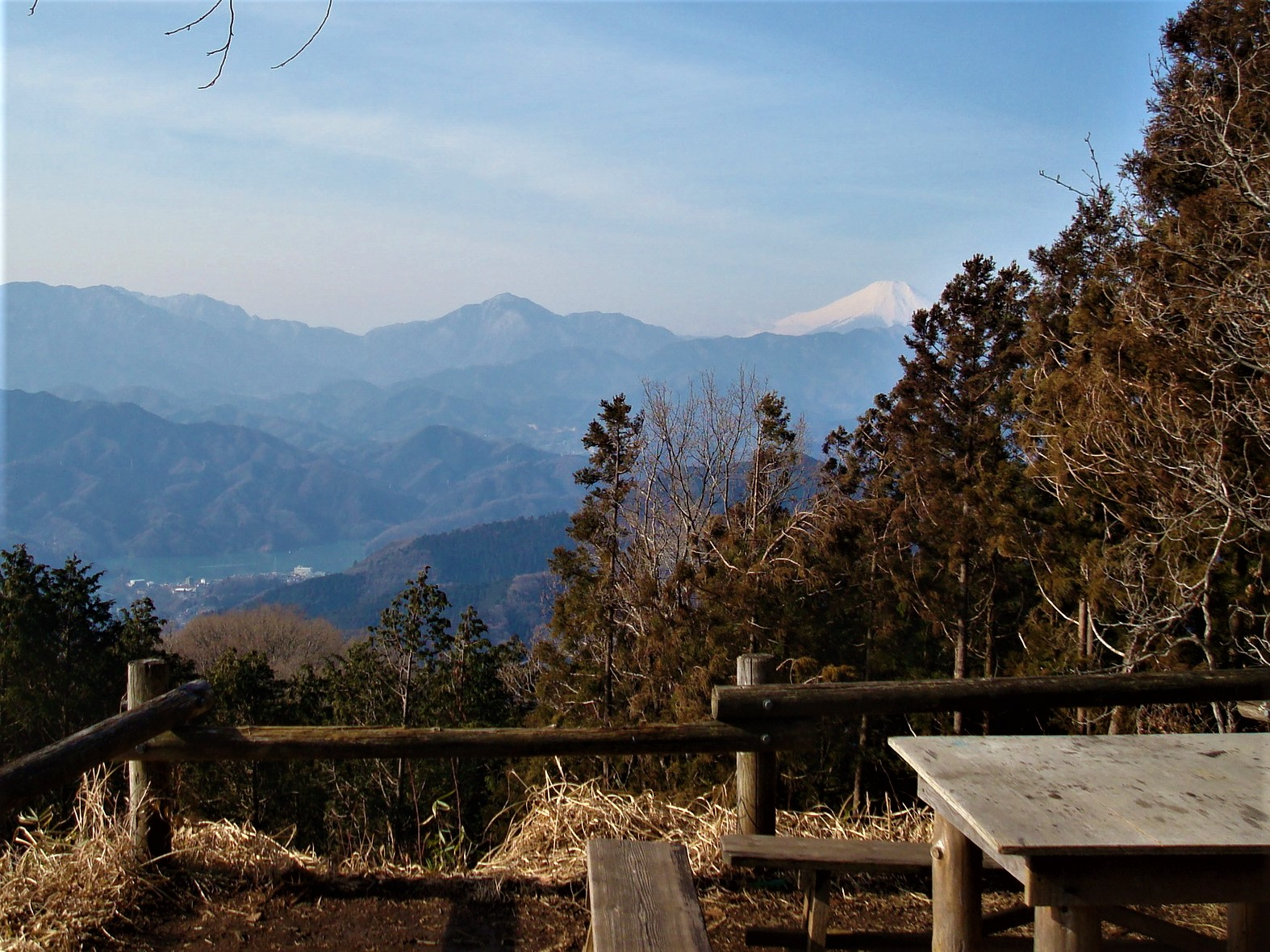
景信山からの富士山
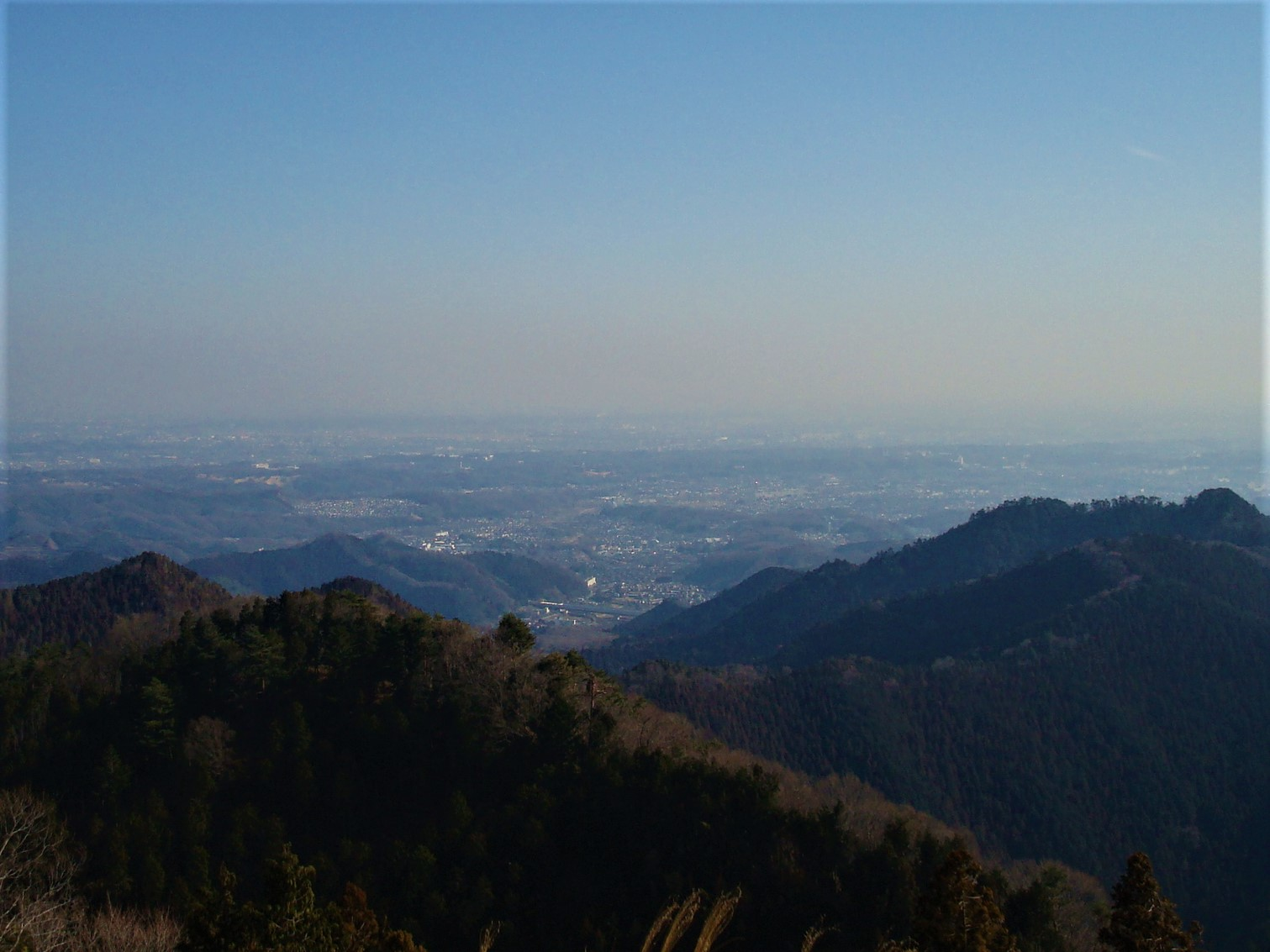
景信山から八王子方面
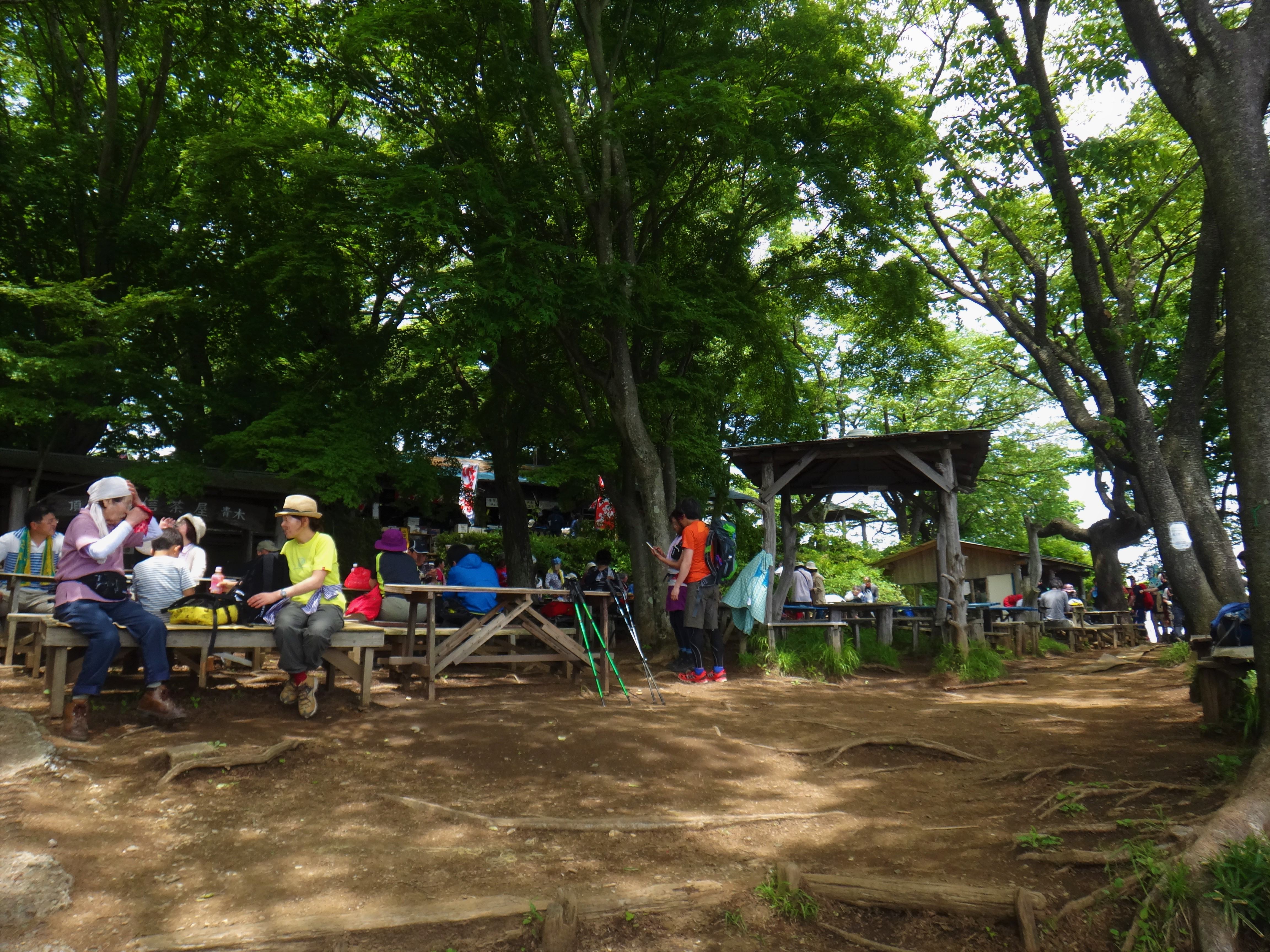
山頂の景信小屋
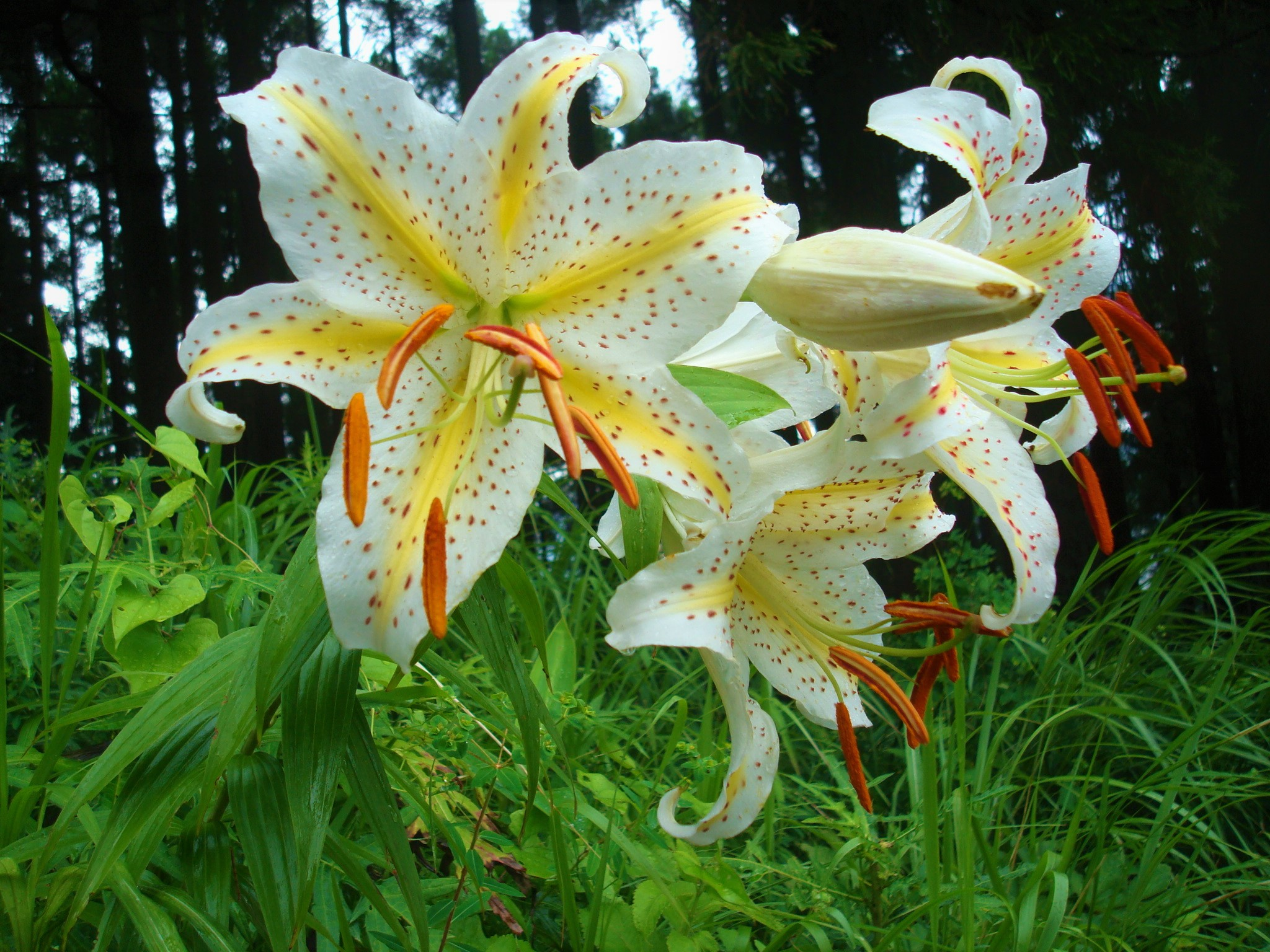
景信山のヤマユリ